# إدوارد كوزينز
إدوارد كوزينز (بالإنجليزية: Edward Cousins)‏ هو لاعب كرة الريشة أيرلندي، ولد في عقد 1990.

## وصلات خارجية
- إدوارد كوزينز على موقع BWF.tournamentsoftware.com (الإنجليزية)
- إدوارد كوزينز على موقع BWFbadminton.com (الإنجليزية)